# Gud - hvor er det svært
Gud - hvor er det svært er en dansk ungdomsfilm fra 2001, der er instrueret af Lone Falster. Filmen indgår på dvd i antologien Konfirmanderne / Gud hvor er det svært.

## Handling
Når man ønsker noget, så sker det aldrig. Men når man virkelig beder, er det ligesom, det virker. Hvad skal man tro? Sisse befinder sig i en af de vigtigste og sværeste overgangsfaser i livet: overgangen fra barn til voksen. Mange kræfter er på spil, og nye fænomener dukker op på arenaen. Gud har ikke tidligere spillet nogen større rolle for Sisse, men den forestående konfirmation sætter gang i tankerne. Filmen følger Sisse over to år i hendes hverdag i en lille midtjysk by, og i interviewform reflekterer hun over at blive voksen og skulle tage stilling til Gud.